# Cinclocerthia
A Cinclocerthia a madarak (Aves) osztályának verébalakúak (Passeriformes) rendjébe és a gezerigófélék (Mimidae) családjába tartozó nem.

## Rendszerezésük
A nemet George Robert Gray angol ornitológus írta le 1840-ben, az alábbi 2 faj tartozik ide:
- remegő gezerigó (Cinclocerthia ruficauda)
- Cinclocerthia gutturalis

## Előfordulásuk
A Kis-Antillák szigetcsoport területén honosak. Természetes élőhelyeik a szubtrópusi vagy trópusi esőerdők, lombhullató erdők és cserjések. Állandó, nem vonuló fajok.

## Megjelenésük
Testhosszuk 23–26 centiméter közötti.

## Életmódjuk
Főleg gerinctelenekkel táplálkoznak, de gyümölcsöket is fogyasztanak.